# بی‌تی‌آر-۸۰
بی‌تی‌آر-۸۰ نفربر زره‌پوش آبی-خاکی ۸ چرخهٔ ساخت شوروی است که در سال ۱۹۸۶ به خدمت ارتش شوروی درآمد. این نفربر به عنوان جایگزینی برای نفربرهای قدیمی‌تر بی‌تی‌آر-۶۰ و بی‌تی‌آر-۷۰ ساخته شد و هرچند طرح کلی آن شباهت‌های زیادی به این دو نفربر دارد اما بهبودهای مهمی نیز در آن لحاظ شده است.

## ویژگی‌ها
شوروی‌ها در بی‌تی‌آر-۸۰ بالاخره طراحی دوموتوره بنزینی را کنار گذاشته و به روش متعارف یک موتور دیزلی روی آوردند. بی‌تی‌آر-۸۰ نیروی محرکهٔ خود را از یک موتور دیزلی ساخت کاماز به قدرت ۲۶۰ اسب بخار می‌گیرد موتور همچنان در قسمت عقب خودرو و کوپهٔ سربازان در قسمت وسط قرار گرفته و سربازان بایستی برای ورود و خروج از درهای کناری استفاده کنند که آنها را در معرض دید روبروی دشمن قرار می‌دهد. البته برای کاهش این مشکل درهای بی‌تی‌آر-۸۰ به صورت افقی باز می‌شوند تا به صورت نوعی سپر در مقابل گلوله‌های شلیک‌شده از جلو قرار گیرند. ضمن اینکه درها بزرگتر شده‌اند تا امکان ورود و خروج بار از آنها نیز میسر باشد.
بی‌تی‌آر-۸۰ مثل بی‌تی‌آر-۷۰ سه نفر خدمه شامل راننده، فرمانده و مسلسل‌چی و گنجایش کافی برای حمل هفت سرباز مسلح دارد. ترکیب سلاح‌های بی‌تی‌آر-۸۰ هم مثل دو نفربر قبلی سری بی‌تی‌آر شامل یک تیربار ۱۴٫۵ م‌م (با ۵۰۰ هزار فشنگ) و یک تیربار ۷٫۶۲ م‌م پی‌کا (با ۲ هزار فشنگ) می‌شود اما روس‌ها طراحی پوستهٔ برجک بی‌تی‌آر-۸۰ را به گونه‌ای تغییر داده‌اند که امکان چرخش بیشتری به سمت بالا داشته باشد. زاویهٔ تحرک کم سلاح‌های بی‌تی‌آر-۶۰ و ۷۰ مشکلی بود که روس‌ها در جنگ با مجاهدین افغان در محیط‌های کوهستانی و شهری متوجه آن شده بودند. در بی‌تی‌آر-۸۰ هر دو تیربار برجک اجازه چرخش به سمت بالا تا زاویه ۶۰ درجه را دارند. زاویه چرخش بالا برای هدف قرار دادن هواگردهای کم‌ارتفاع، شلیک در هنگام حرکت در سرازیری، و جنگ‌های شهری بسیار مهم است.
حداکثر سرعت این خودرو در جاده ۸۰ تا ۹۰ کیلومتر است و به لطف بدنهٔ قایقی‌شکل و سطح شیب‌دار بدنهٔ کناری خود توانایی خوبی برای حرکت بر روی آب دارد. دو واترجت نیروی پیشرانهٔ این خودرو را در داخل آب فراهم کرده و آن را به حداکثر سرعت ۱۰ کیلومتر بر ساعت می‌رسانند. هفت دریچهٔ شلیک در داخل نفربر تعبیه شده تا سربازان بتوانند با تفنگ شخصی خود با دشمن درگیر شوند. این نفربر علاوه بر سیستم تنظیم فشار مرکزی که باد تایرها را بر اساس وضعیت ناهمواری و سطح زمین تنظیم می‌کند، به سیستم پنچررو نیز مجهز است که به خودرو اجازه می‌دهد با تایرهای سوراخ سوراخ و بدون باد نیز به حرکت خود ادامه دهد. بی‌تی‌آر-۸۰ به یک سیستم حفاظت ش‌م‌ه نیز مجهز است و توانایی عبور از موانعی به ارتفاع ۵۰ سانتیمتر و خندق‌هایی به عمق ۲ متر، حرکت در شیب عمودی ۶۰ درجه و شیب کناری ۴۰ درجه را دارد.
ابعاد این خودرو کمی بزرگتر و وزن آن کمی بیشتر از بی‌تی‌آر-۷۰ است و قسمت عقب آن برای جا دادن موتور بزرگتر دیزلی بازطراحی شده‌است. تجهیزات استاندارد بی‌تی‌آر-۸۰ شامل شش پرتابگر نارنجک دودزا برای ایجاد پردهٔ دود، دوربین‌های تی‌ان‌پی-بی و تی‌کاان-۳ برای راننده و فرمانده، یک جستجوگر نوری فروسرخ، یک دستگاه بی‌سیم، یک دستگاه ارتباط داخل نفربر و یک هیدروجت می‌شود.

## انواع
بی‌تی‌آر-۸۰ مثل اغلب زره‌پوش‌های شوروی در بازار صادراتی بسیار موفق بوده و به ده‌ها کشور دنیا صادر شده. ضمن اینکه مدل‌های مختلفی از آن نیز به عنوان خودرو زره‌پوش بازیابی، خودرو فرماندهی، خمپاره‌انداز خودکششی، آمبولانس زره‌پوش، ناظر پیشرو، خودرو شناسایی و خودرو جنگی پیاده‌نظام نیز ساخته شده‌است. بی‌تی‌آر-۸۰آ مدل خودرو جنگی پیاده‌نظام آن است که به یک برجک جدید با توپ مسلسل ۳۰م‌م (همان توپ مسلسلی که در بی‌ام‌پی-۲ نصب شده) با ۳۰۰ گلوله مجهز است.

## کاربران

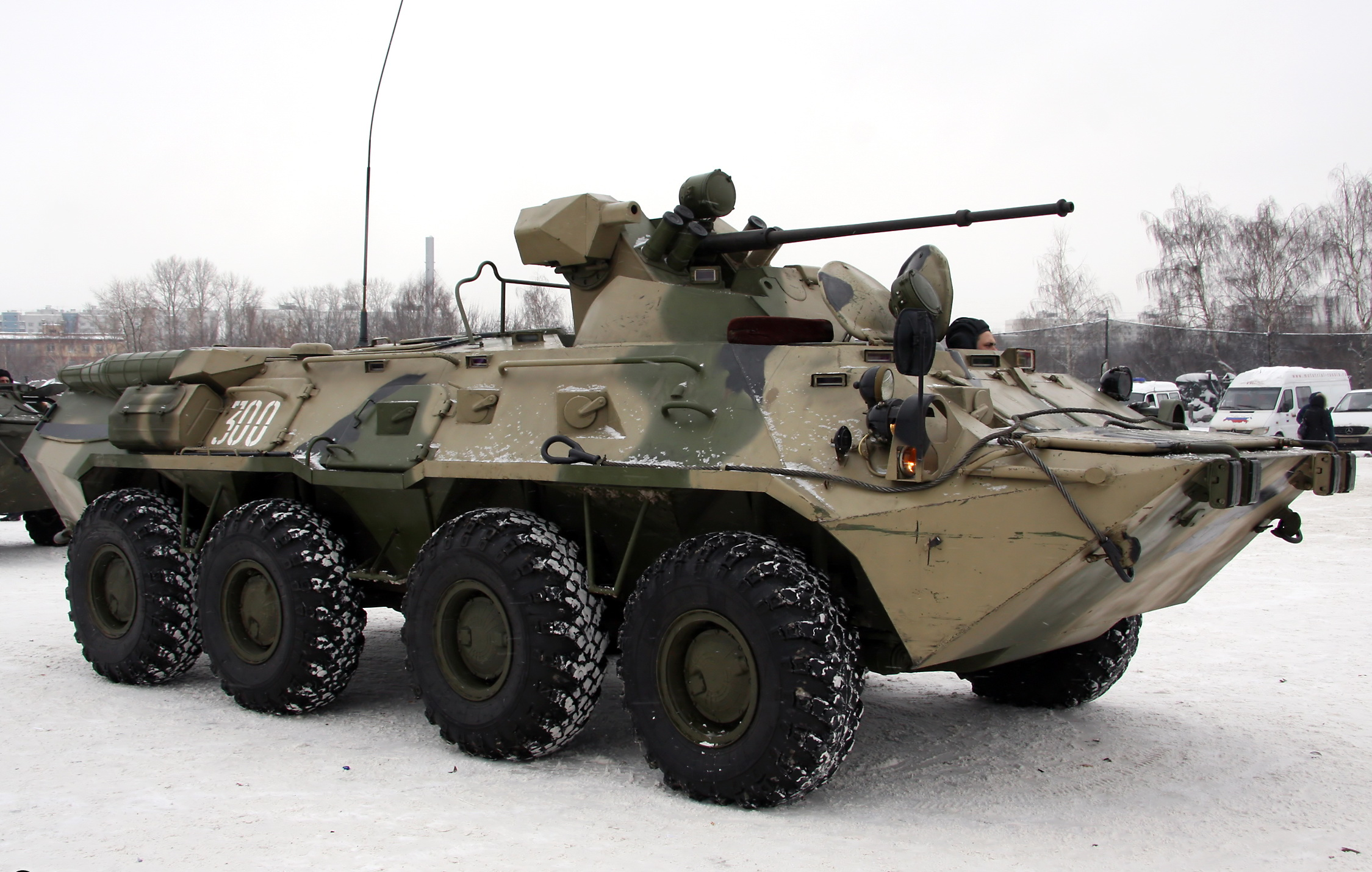
بی‌تی‌آر-۸۰آ به برجک متفاوتی با توپ مسلسل ۳۰م‌م مجهز است.

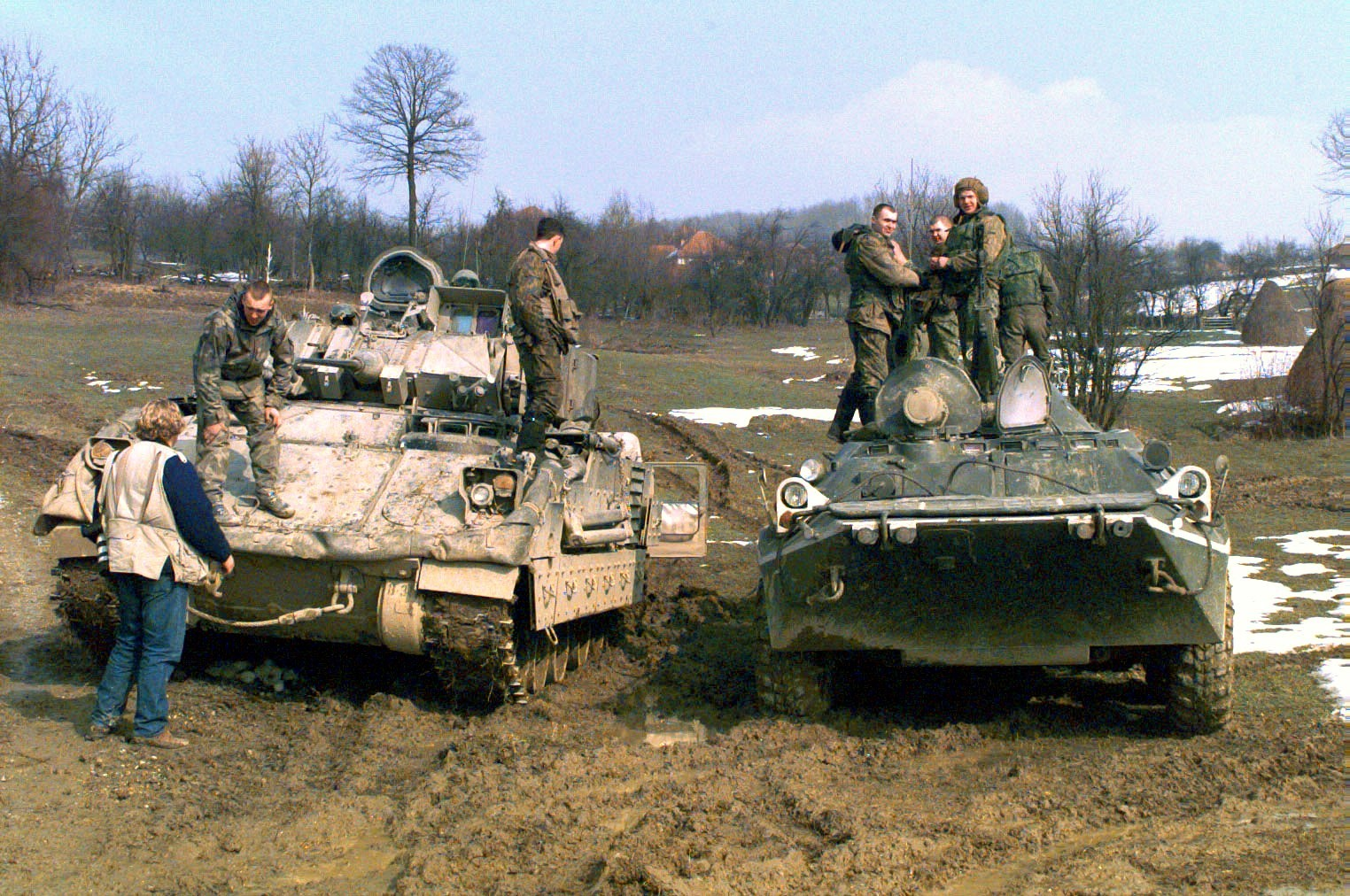
بی‌تی‌آر-۸۰ و ام۲ بردلی آمریکایی در بوسنی

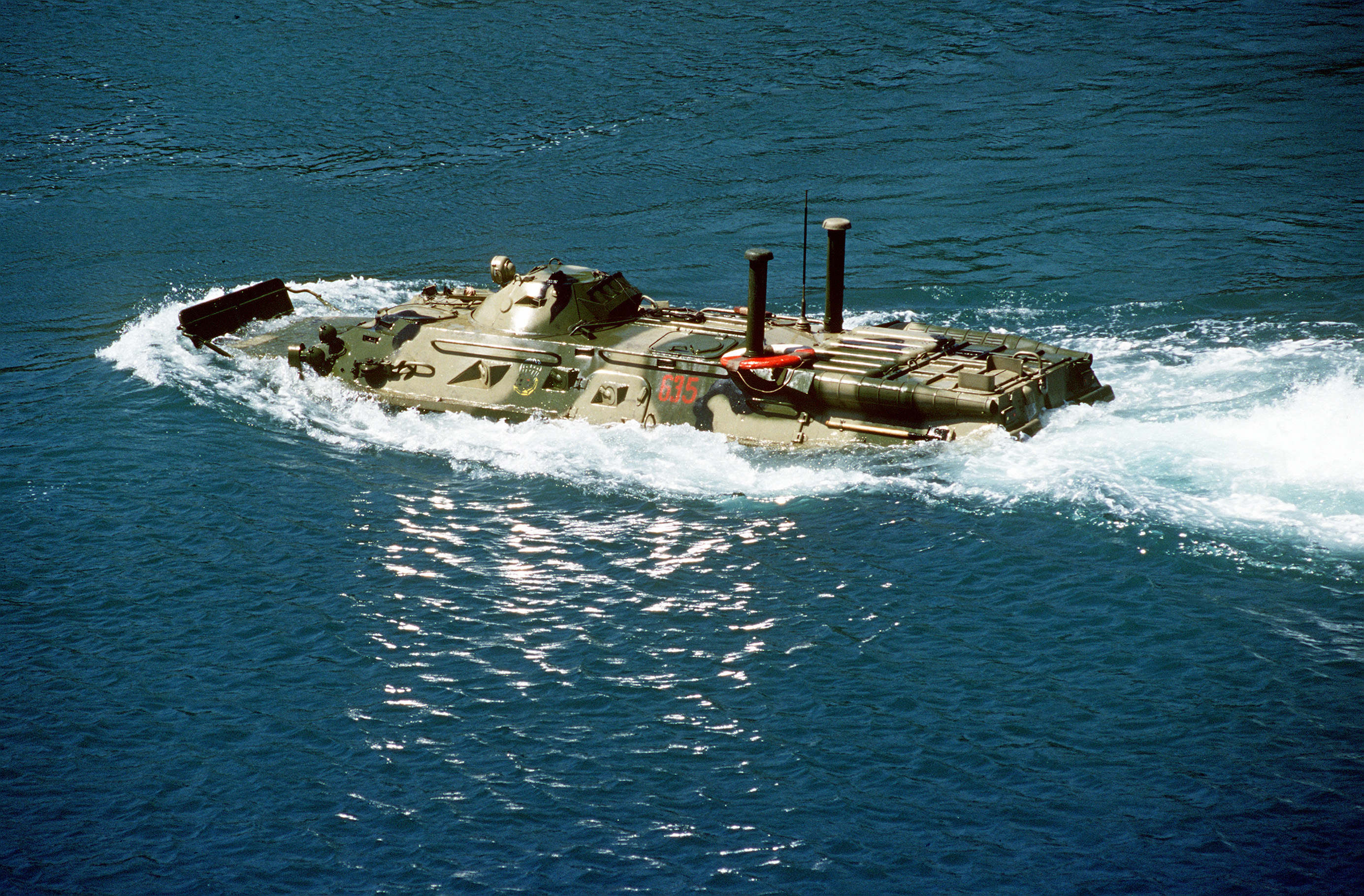
بی‌تی‌آر-۸۰ روسیه در حال حرکت بر روی آب

بیش از ۵ هزار دستگاه بی‌تی‌آر-۸۰ در کشورهای مختلف فعال است:
- افغانستان
- الجزایر
- آنگولا
- ارمنستان -۵۰ دستگاه فعال.[۳]
- جمهوری آذربایجان - ۷۰ بی‌تی‌آر-۸۰آ.[۴]
- بنگلادش - ۵۰۲ دستگاه فعال
- بلاروس - ۱۹۴[۵]
- کلمبیا - ۵
- جیبوتی - ۱۵
- استونی - ۲۰
- گرجستان
- مجارستان - ۵۱۳
- هند
- اندونزی -

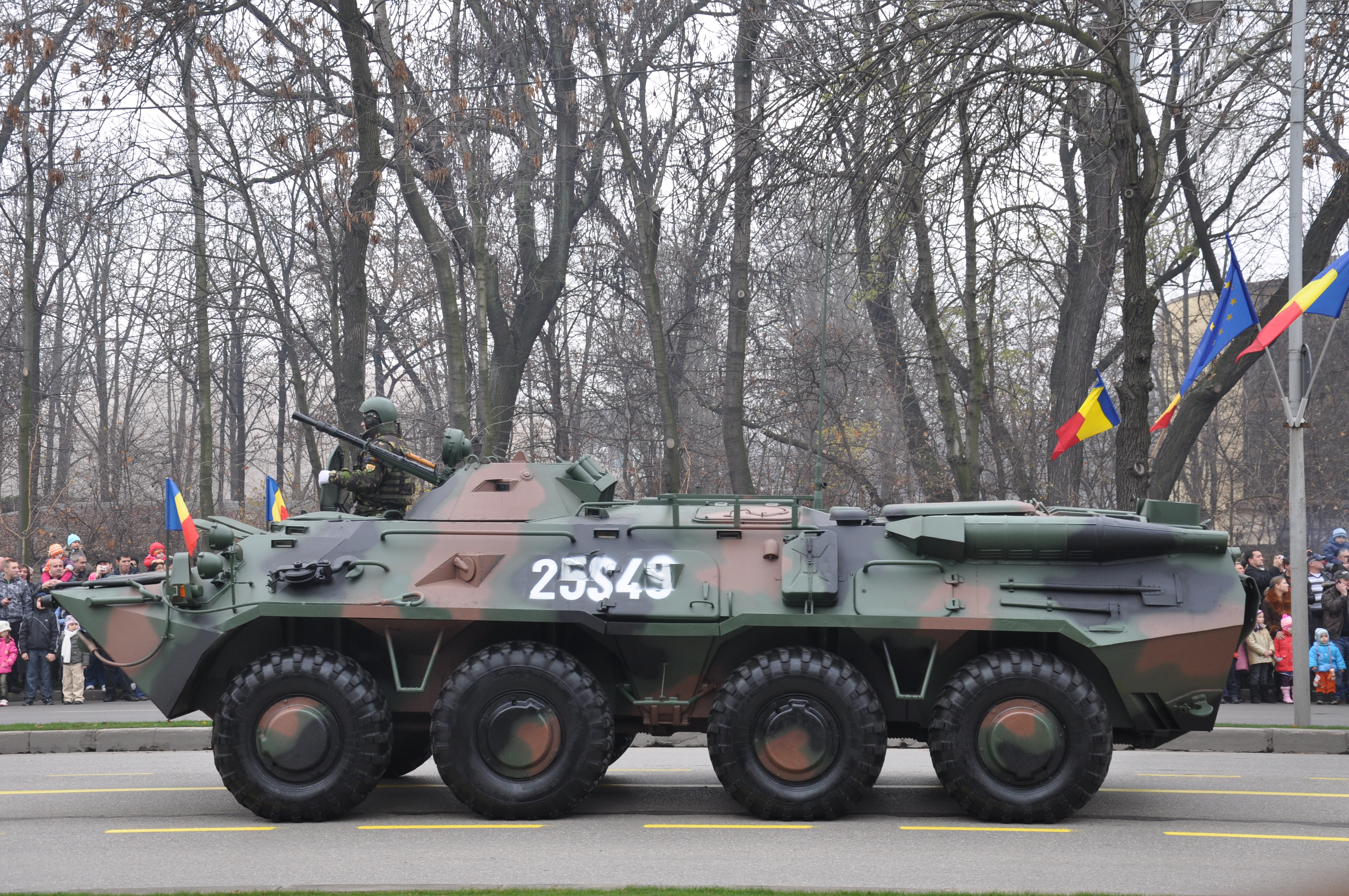
مدل تولید رومانی بی-۳۳ در بخارست، ۲۰۰۹

- عراق - ۵۰ بی‌تی‌آر-۹۴ و بی‌تی‌آر-۸۰یوپی (مدل‌های تولید اوکراین)
- ساحل عاج ۶ بی‌تی‌آر-۸۰ از بلاروس خریداری شد.
- قزاقستان - ۱۹۰ بی‌تی‌آر-۸۰ و ۹۰ بی‌تی‌آر-۸۰آ
- قرقیزستان - ۸
- مقدونیه شمالی - ۱۲
- مولدووا - ۱۱
- مغولستان - ۲۰ بی‌تی‌آر-۸۰ام در سال ۲۰۱۱ فعال است.
- کره شمالی -۳۲ بی‌تی‌آر-۸۰آ
- پاکستان -۱۲ بی‌تی‌آر-۷۰ و بی‌تی‌آر-۸۰ فعال است.[۶]
- رومانی - ۷۰ دستگاه مدل تولید رومانی TAB Zimbru
- روسیه - ۱۱۵۲
- سری‌لانکا - ۳۳ بی‌تی‌آر-۸۰ و ۸۰آ[۷]
- سودان -۳۰ دستگاه بی‌تی‌آر-۸۰آ
- سوریه -
- تاجیکستان - ۲۶[۸]
- ترکیه - ۲۱۴
- ترکمنستان - ۴۰
- اوکراین -۴۵۶[۹]
- ازبکستان - ۲۹۰
- ونزوئلا -